# Den Horn
Den Horn (Gronings: Den Hörn) is een klein dorp in de gemeente Westerkwartier in de Nederlandse provincie Groningen. Het dorp ligt vrij geïsoleerd in het oosten van de gemeente, net ten zuiden van de spoorlijn tussen Groningen en Leeuwarden. Het heeft 710 inwoners (1 januari 2023). Ten oosten van het dorp lag vroeger stopplaats Den Horn.

## Geschiedenis
Den Horn is een betrekkelijk jong dorp. Het is rond 1700 ontstaan langs een bedijking. De naam Horn verwijst waarschijnlijk naar 'hoogte' of 'hoek'. Het oorspronkelijke dorp ontstond in de zuidwest hoek van de bedijking. Tot 1 januari 2019 behoorde het dorp tot de gemeente Zuidhorn.

### Kerken
In het gebied, in het dorp Lagemeeden, stond in de middeleeuwen al wel een kerkje, maar dat stond los in het land. Het oude kerkje is in 1862 afgebroken, waarna in het dorp het jaar erop een nieuwe kerk is gebouwd in eclectische stijl. Sindsdien heeft het dorp zich meer ten westen van de kerk ontwikkeld, waardoor de kerk nu min of meer weer los van het dorp staat. Tot 1981 werden diensten in het kerkje gehouden. In 2010 werd begonnen met de restauratie van het kerkje, dat een multifunctionele bestemming moet krijgen.
Vanaf 1650 was er ook een doopsgezinde gemeente in het dorp die bekendstond als 'rechtzinnig'. In 1735 werd een vermaning gebouwd; oorspronkelijk was er het plan om dit gebouw bij Zuidhorn te bouwen, maar de heer van Hanckema weigerde dit. De heer van Aduard zat in geldnood en wilde daarop tegen zijn zin voor 100 gulden wel een bouwvergunning verlenen mits de vermaning van buiten niet als kerk zichtbaar was. In 1861 werd een nieuwe vermaning in gebruik genomen (Dorpstraat 62). In 1968 fuseerde de doopsgezinde gemeente met die van Noordhorn ("Westerkwartier"). In 1970 werd het een timmermanswerkplaats (bouwbedrijf Westra). Sindsdien doet dit gebouw dienst als schuur. Sinds 2018 is de vermaning in gebruik als woonhuis en werd het een gemeentelijk monument. De kosterij ernaast werd later afgebroken. Het orgel werd verkocht aan orgelbouwer J.J.Harkema uit Zuidhorn. De pastorie staat er nog wel.

### Voorzieningen
Het dorp had een eigen openbare basisschool De Toermalijn. Deze is in augustus 2012 gesloten vanwege een gebrek aan leerlingen. De school was eerder al in het nieuws vanwege de slechte resultaten. Hierop haalden enkele ouders de kinderen van school. Verder heeft het dorp een ijsbaan en speeltuin en het dorpshuis Het Hornhuus.

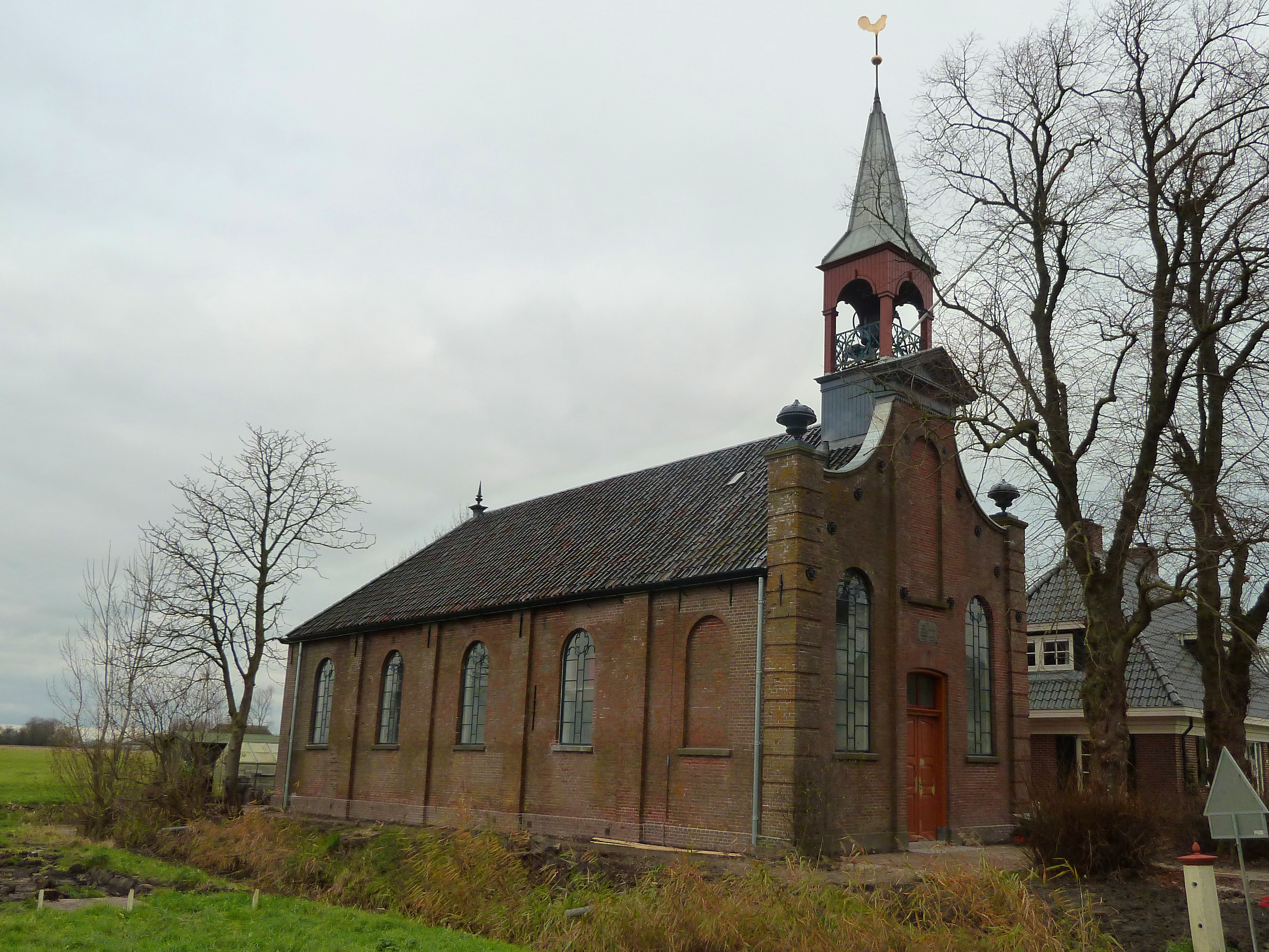
Hervormde kerk na de restauratie (2010)
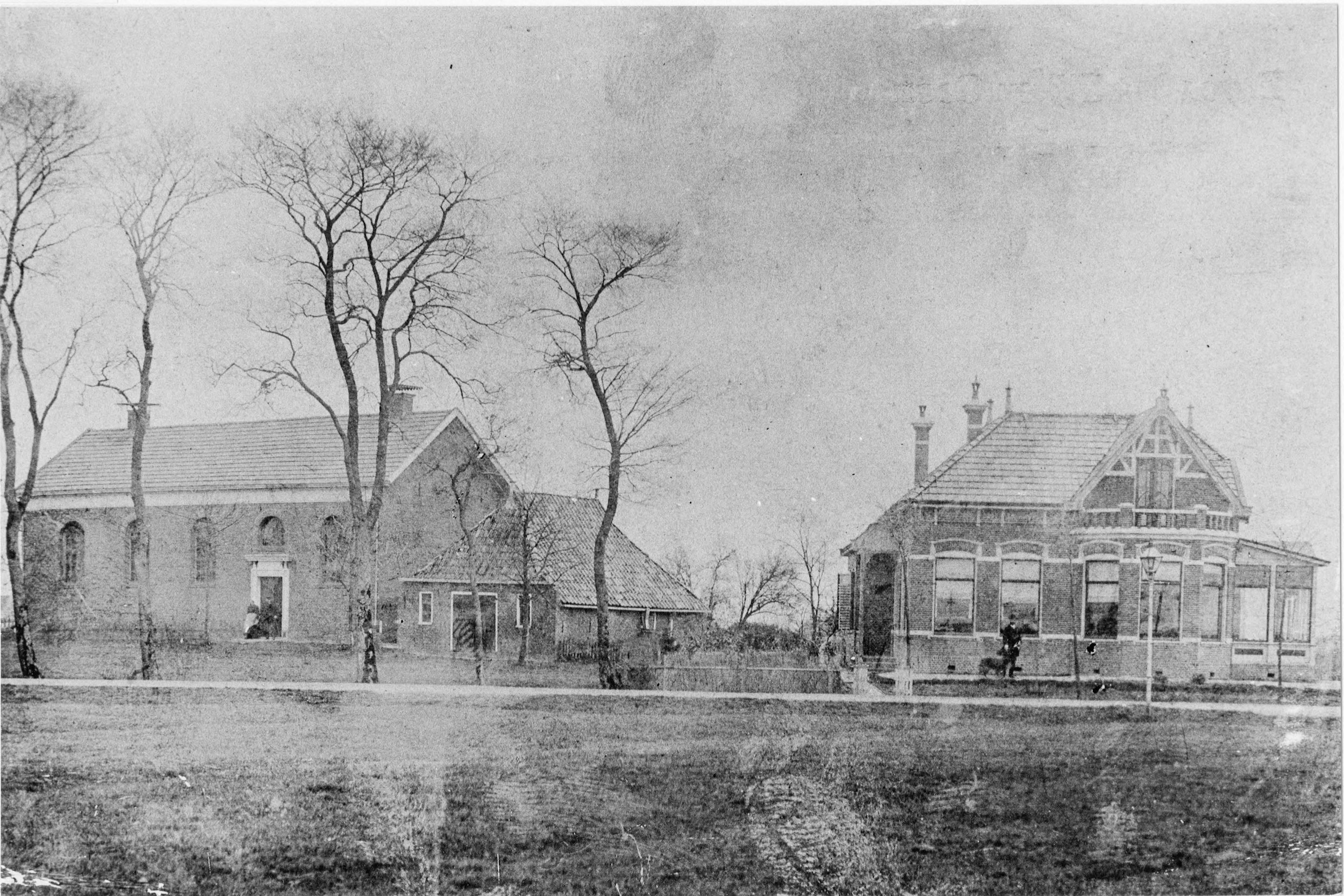
De doopsgezinde vermaning, aangebouwde kosterij en vrijstaande pastorie rond 1900. De kosterij werd afgebroken in 1970.
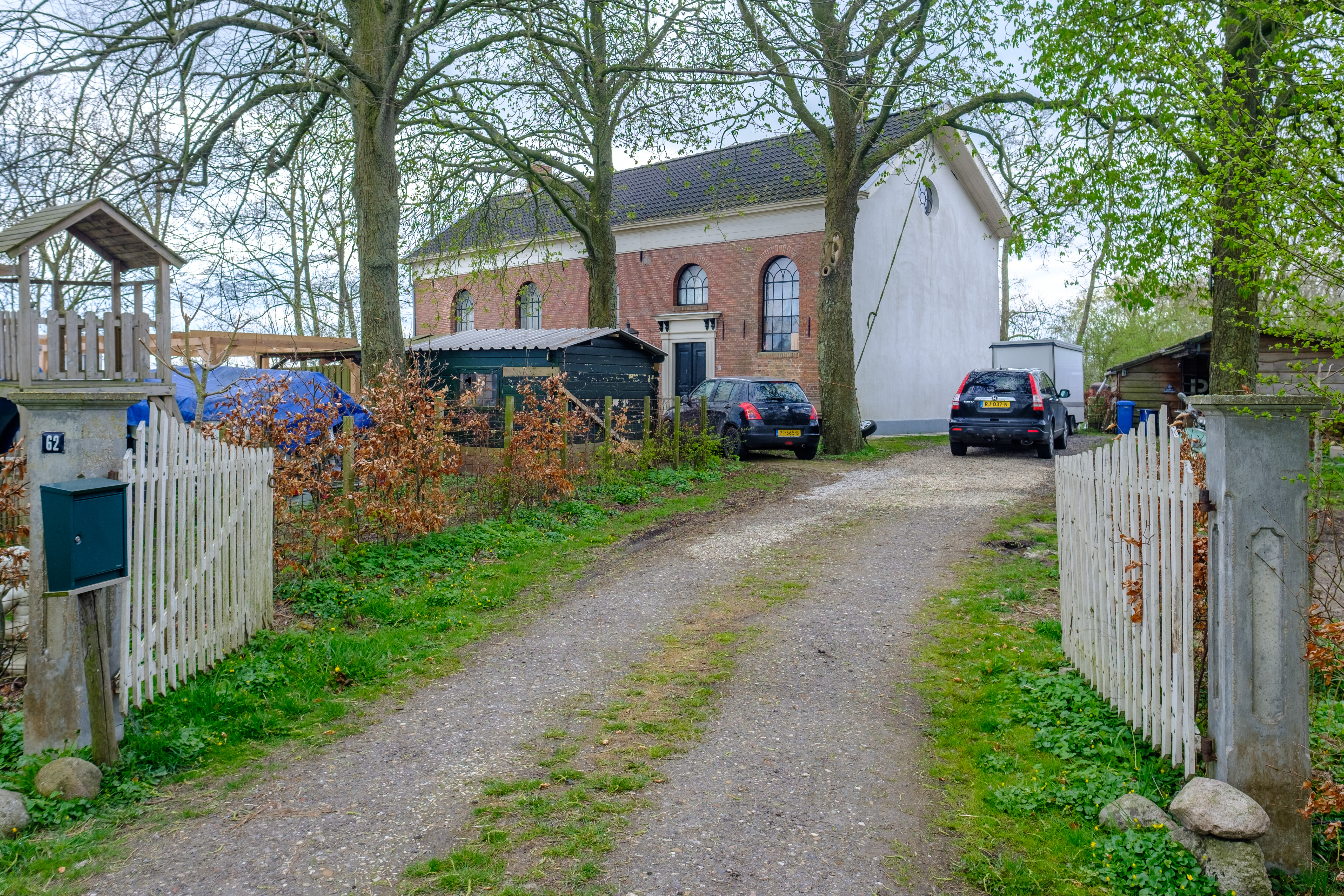
De vermaning is tegenwoordig een woonhuis en is aangewezen tot gemeentelijk monument
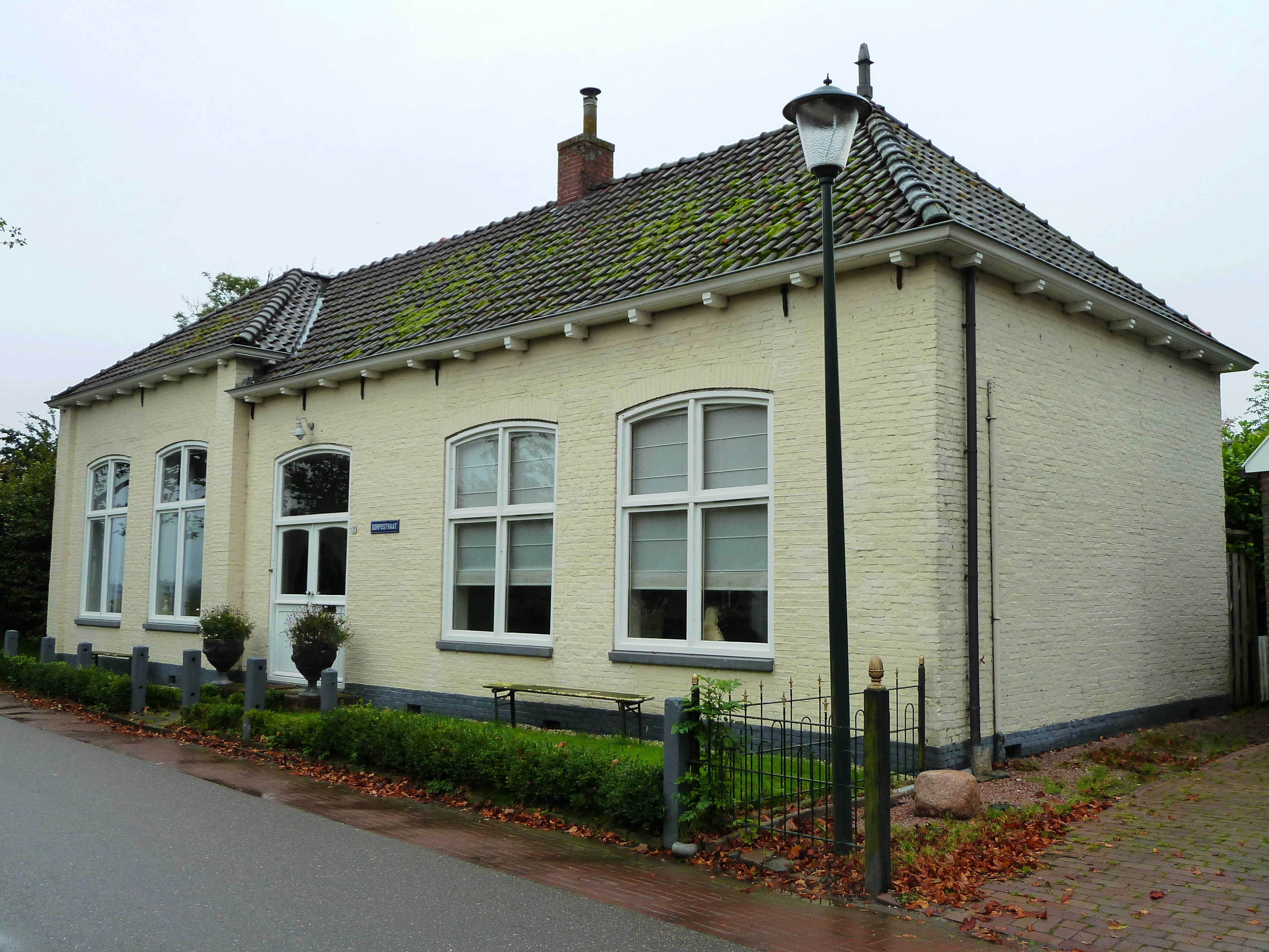
Voormalige school (1866; ter vervanging afgebroken kosterij), nu woonhuis
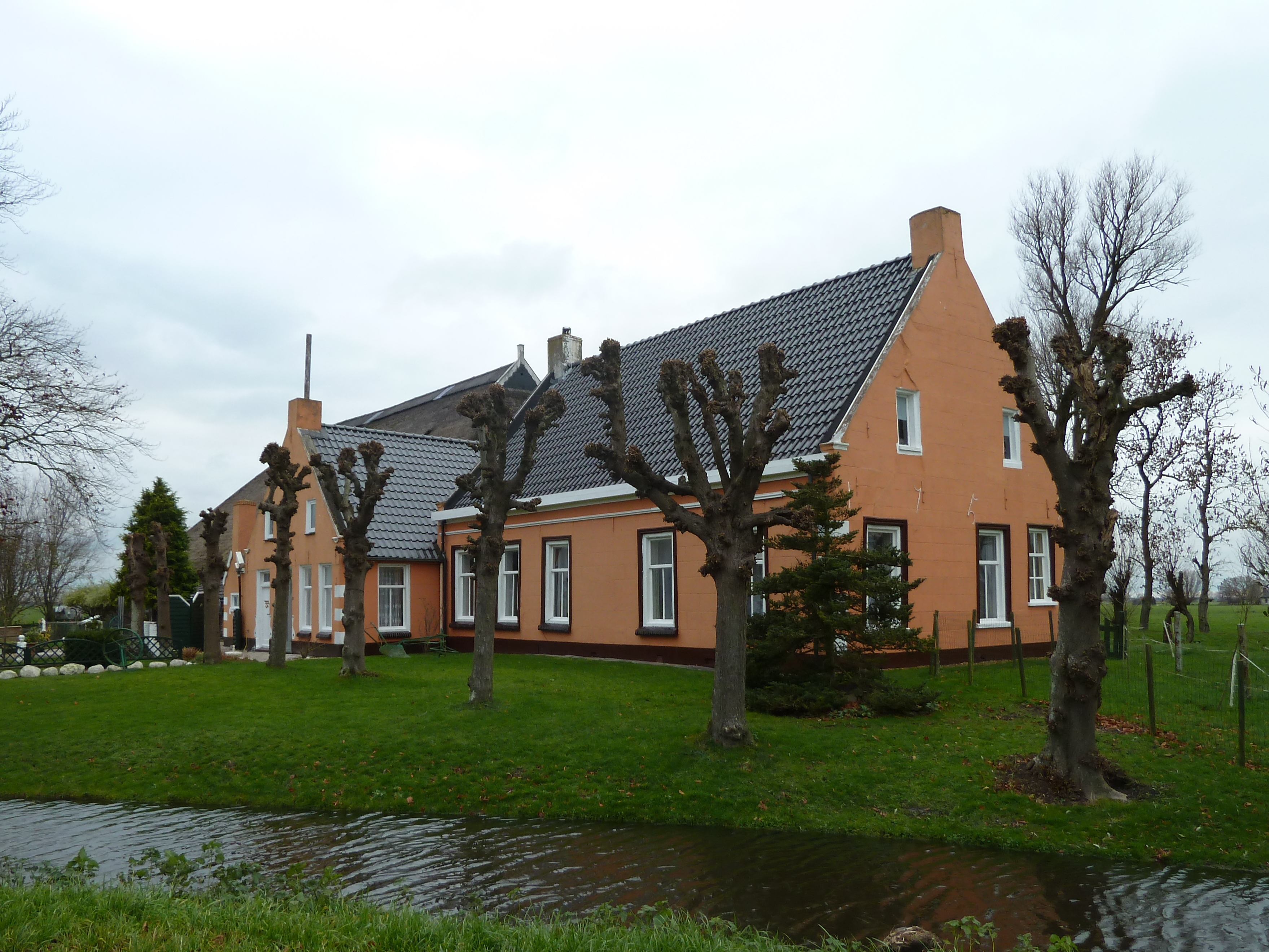
Hörnsterheerd: Boerderij met in zalmkleur geschilderd voorhuis uit 1759 aan de Hogeweg 7

## Geboren in Den Horn
- Melvin Twellaar (1996), roeier